# 高氯酸铁
高氯酸铁是一种无机化合物，化学式为Fe(ClO4)3，为氧化剂。它的水合物存在六水、九水和十水合物，其中，九水合物的结构可表示为[Fe(H2O)6](ClO4)3·3H2O。

## 性质
高氯酸铁易溶于水，其溶液在0.01mol·L-1以上才是稳定的[注1]。1 mol·L-1时，[Fe3+]（水合物）＞[Fe2(OH)24+]＞[Fe(OH)2+]，溶液pH为0.85；而在0.01mol·L-1时，[Fe(OH)2+]＞[Fe3+]＞[Fe2(OH)24+]＞[Fe(OH)2+]，此时溶液pH为2.22，[Fe3+][OH−]3达1.81×10-38，超过氢氧化铁溶度积3×10-39，氢氧化铁开始沉淀，由于氢氧化铁在溶液中过饱和，不会立刻析出，高氯酸铁溶液放置时颜色加深且变浑浊。

## 用途
高氯酸铁中，因为ClO4-具有极低的配位能力，是研究水合铁(III)离子的重要试剂。它可以代替其它铁(III)的化合物，用于分析测定，如用高氯酸铁分光光度法测定叠氮化铅含量等。
高氯酸铁还能促进[60]富勒烯的自由基反应，如C60和β-酮酯的自由基加成。